# Kathleen Kenyon
Dame Kathleen Mary Kenyon, DBE (Londres, 5 de gener de 1906 – Wrexham, Gal·les, 24 d'agost de 1978) va ser una arqueòloga anglesa especialista en les cultures neolítiques del Creixent Fèrtil. Assolí fama mundial arran de les seves troballes a Jericó, reputada la ciutat més antiga del món.
Era la filla gran de Sir Edward Kenyon, màxima autoritat en les cultures de l'Antic Testament i que durant molts anys va ser director del Museu Britànic. Es graduà al Somerville College de la Universitat d'Oxford.
Inicià l'activitat professional l'any 1929 com a tècnica fotògrafa en les excavacions de Gertrude Caton-Thompson a la desapareguda ciutat de Gran Zimbabwe. L'any següent s'integrà en l'equip de Sir Mortimer Wheeler que investigava les ruïnes de Verulamium (l'actual St Albans), i fins al 1935 fou directora de les campanyes estivals d'excavació de l'amfiteatre romà d'aquesta ciutat. Desenvolupà el "mètode Wheeler-Kenyon" d'arqueologia, avui dia universalment acceptat, que es basa en la divisió cartesiana de l'espai d'excavació per a la ubicació i catalogació de les troballes.
Entre 1931 i 1934 va treballar a Samària, a Palestina, on aconseguí establir la seqüència estratigràfica des de l'edat del ferro fins a l'època romana, resultats que van esdevenir cabdals per a tots els treballs posteriors a l'Orient Mitjà. De 1935 a 1939 va dirigir les excavacions de les termes romanes de la ciutat de Leicester.
Durant la Segona Guerra Mundial fou oficial de la Creu Roja i alhora secretària-directora de l'Institut d'Arqueologia de la Universitat de Londres. Acabat el conflicte, treballà en diversos llocs de la Gran Bretanya i de Líbia. L'any 1951 retornà a Palestina, on treballà fins al 1958 i hi aconseguí treure a la llum les ruïnes de Jericó, en la qual establí els set nivells successius d'ocupació. A continuació i fins al 1967 excavà a la ciutadella de David de la ciutat de Jerusalem.
Del 1956 fins a la seva jubilació el 1973 ocupà la càtedra d'arqueologia de la Universitat d'Oxford. Des del 1960 fins a la seva mort, fou president -la primera dona a ésser-ho- de la Reial Societat Arqueològica, també ubicada a Oxford.
L'any 2003 la British School of Archeology at Jerusalem, que havia absorbit el Council for British Research in the Levant, fou rebatejada Kenyon Institute en honor seu.